# ویلسلم
شهر ویلسلم (به فرانسوی: Vielsalm) در شهرستان بستونی  در استان لوکزامبورگ  در منطقه فدرال والوون در کشور بلژیک واقع شده‌است.